# Chie – Cô bé hạt tiêu
Chie - Cô bé hạt tiêu (じゃりン子チエ Jarinko Chie) là một loạt manga của họa sĩ Haruki Etsumi. Nó được đồng loạt hóa bởi Futabasha trong Manga Action từ giữa năm 1978 - 1997 và được sưu tập lại thành 67 tankōbon. Chie - Cô bé hạt tiêu nhận Giải thưởng Manga Shogakukan năm 1981 cho manga chung.
Bộ truyện được chuyển thể hai lần, lần đầu là phim hoạt hình anime do Tokyo Movie Shinsha và Toho sản xuất và đạo diễn bởi Takahata Isao, đoạt giải nhất tại Nhật Bản vào ngày 11 tháng 4 năm 1981. Theo sau đó là 103 tập cũng được sản xuất bởi Tokyo Movie Shinsha, được phát sóng trên truyền hình ngày 3 tháng 10 năm 1981 và 25 tháng 3 năm 1983.
Tại Việt Nam, 17 tập đầu tiên của Chie – Cô bé hạt tiêu từng được Nhà xuất bản Kim Đồng xuất bản khi chưa có bản quyền vào năm 1998 và tái bản vào năm 2003. Từ ngày 12 tháng 2 năm 2014, Chie cô bé hạt tiêu được mua bản quyền và xuất bản đầy đủ.

## Nội dung
Nhân vật chính trong truyện là cô bé Chie nhỏ nhắn dễ thương. Tuy còn rất nhỏ tuổi nhưng cô đã phải đương đầu với cuộc sống cơm áo gạo tiền bằng cách mở cửa hàng chả nướng. Mẹ cô bé vì không chịu nổi người cha đã bỏ nhà đi. Tuy nhiên, cô bé rất kiên cường và nghị lực với tất cả và quán xuyến gia đình rất thành thạo. Cô bé có những suy nghĩ vừa già dặn, lại vừa đáng yêu, hồn nhiên. Cuối cùng, hạnh phúc đã bắt đầu mỉm cười khi mẹ cô bé quay trở về và người cha bất đầu thay đổi.
Bố của cô bé là Tetsu, tính tình nóng nảy bồng bột, lêu lổng ăn chơi suốt ngày như thanh niên và nổi tiếng là một tên côn đồ hung hãn trong vùng. Tuy nhiên Tetsu cũng lại là 1 tên du côn không làm việc trái pháp luật và là một người cha rất mực yêu con. Dù nhân vật này luôn miệng nói ghét người vợ đã bỏ đi (Yoshiko - một người phụ nữ hiền lành, phúc hậu) nhưng thực ra Tetsu rất nghe lời, tôn trọng và mong vợ quay về (thậm chí Tetsu còn rất ganh tỵ khi nhìn hai mẹ con Chie vui vẻ bên nhau), ngoài ra Tetsu luôn sợ mẹ và vâng lời bà. Một nhân vật nữa có thể làm Tetsu sợ là thầy giáo Hanai - đây là người luôn giúp đỡ Tetsu hòa nhập với mọi người và hướng Tetsu đến cái thiện.
Bộ truyện còn có hai nhân vật rất đặc biệt nữa là hai con mèo được tác giả thể hiện suy nghĩ của chúng trong truyện (Cục Sắt và Antonio Junior). Cục Sắt (hay "Tetsu còi" trong ấn bản đầu tiên ở Việt Nam) là chú mèo nghịch ngợm này được Chie đem về nuôi. Nó rất hung dữ (ngay cả bố Tetsu cũng phải sợ) - do vậy Chie đặt tên nó giống cha mình. Tuy không thân thiện đối với người ngoài nhưng chú mèo này lại rất nghe lời Chie và Yoshiko.
Bộ truyện mang lại rất nhiều bài học nhân văn cảm động về cuộc sống và tình cảm gia đình.

## Giới thiệu nhân vật

### Gia đình Takemoto
Chie (たけもと ちえ Chie Takemoto, Trúc Bản Thiên Huệ)
- Chie – hay Takemoto Chie, làm việc tại cửa hàng chả nướng, sinh năm 1968 trong bản truyện vào lúc 11 – hay 12 tuổi (ước lượng) – Chie ra ngoài lúc nào cũng mang guốc gỗ - một tính cách đặc trưng, nhưng khi chơi thể thao thì đi một đôi giày bị mòn gần hết. Tính cách Chie được mô tả trong truyện là một cô gái đầy sức sống, gan góc và có phần hung dữ pha trộn một chút tính cách con trai. Chie sống trong một môi trường mà xung quanh cô bé đầy rẫy những thói hư tật xấu của một bộ phận xã hội Nhật Bản lúc bấy giờ: xã hội đen, đánh bạc, gây gổ, trộm cướp, đánh nhau..v...v..Nhưng với tính cách của một cô bé 12 tuổi – Chie dường như vẫn còn ngây thơ của một đứa trẻ nhưng cũng thể hiện một đứa trẻ lớn hơn bạn cùng lứa vì những nỗi khổ cực mà cô bé phải đương đầu và trải qua. Chie sống trong một gia đình tan vỡ: xa mẹ và sống với người cha Tetsu nghiện ngập cờ bạc, cùng ông bà của mình cùng hai chú mèo được nhân cách hóa. Xung quanh cô bé là các nhân vật được khắc họa tích cách khá rõ nét. Tuy sống chung với người cha của mình nhưng cô bé lại không mang tích cách giống cha.
- Chie phảng phất một tính cách mà bất kỳ đứa trẻ nào cũng phải học hỏi về cách đương đầu với cuộc sống khó khăn, những nỗ lực của cô bé đáng phi thường. Lồng ghép với các câu chuyện về cô bé là những câu truyện cười ra nước mắt kèm với những lời độc thoại của các nhân vật khiến bộ truyện thêm phần sống động về một thế giới tuổi thơ đa sắc màu

Tetsu (たけもと てつ Tetsu Takemoto, Trúc Bản Triết)
- Là ba của Chie, là "mầm mống" của mọi chuyện phiền phức trong truyện. Từ nhỏ đã là một kẻ ngổ ngáo, gã cùng cậu bạn thân là Mitsuru chuyên bày ra những trò quậy phá. Chịu ảnh hưởng từ bà mẹ tính tình cổ quái của mình và ông thầy tiểu học Hanai, Tetsu lúc trưởng thành "kế thừa" những tật xấu của họ. Cuộc đời của Tetsu thay đổi theo chiều hướng tích cực khi cưới Yoshiko và con gái Chie ra đời. Xét cho cùng, bản chất con người của Tetsu vẫn là một người tốt. Dù gây đủ mọi rắc rối cho người khác nhưng bất cứ khi nào Tetsu gặp chuyện, tất cả mọi người đều đồng tâm giúp đỡ gã.
- Gã thích nhất là đánh nhau với bọn đầu gầu và đánh bạc (dù toàn thua do khuôn mặt dễ đoán của gã).

Yoshiko (竹本 ヨシ江 Yoshiko Takemoto, Trúc Bản Phương Giang)
Bà nội (竹本 菊 Kiku Takemoto, Trúc Bản Cúc)
Ông nội (おジィ)

### Bạn bè & Người thân
Ông bánh xèo (百合根 光三 Yurine Kozo, Bách Hợp Căn Quang Tam)
Chú Mitsuru (丸山 ミツル Mitsuru Maruyama, Hoàn Sơn Mãn)
Thầy Hanai (cha) (花井 拳骨 Genkotsu Hanai, Hoa Tinh Quyền Cốt)
Thầy Hanai (con) (花井 渉 Wataru Hanai, Hoa Tinh Thiệp)
Cô Asako' (花井 朝子 Asako Hanai, Hoa Tinh Triêu Tử)
Maruta' (花井 朝子 Hirayama Maruta, Bình Sơn Hoàn Thái)
Ông trùm băng Địa Ngục' (レイモンド飛田 Raymond Tobita, Lôi Mông Phi Điền)